# Röderhofer Teich
Der Röderhofer Teich (auch Krummer Teich) ist ein Gewässer im Landkreis Harz bei Röderhof (Huy).
Abt Jasper Bernwinkel vom Kloster Huysburg ließ um das Ende des 14. Jahrhunderts den Teich ausgraben. Er war ein Fischteich. Man kann heute noch angeln und es kommen Amphibien und Enten darin vor. Zwei künstliche kleine Inseln sind auch darin.
Er liegt im Landschaftsschutzgebiet „Huy“.